# Вуличний танець
Вуличний танець — танець, який виконується не тільки в клубах на танцполах, сценах, але й на вулицях, парках, відкритому просторі і в місцях відпочинку. Прикладами можуть бути такі танці як Break Dance, Electro (Tecktonik), Drum'n'Bass, Go-Go, C-walk, крамп та інші.
Стиль вуличних танців є поєднанням рухів інших танці з новими створеними та імпровізацією. Виникли в США в 1970-х роках як Hip-Hop і Funk-стилі.
Вуличні танці використовують дитячі аматорські колективи, студії, школи тощо.